# Менотти, Чиро
Чиро Менотти (итал. Ciro Menotti; 22 января 1798, Карпи — 23 мая 1831, Модена) — итальянский революционер.
Менотти родился недалеко от города Карпи, в то время входившего в герцогство Модены и Реджо. В 1817 году он примкнул к карбонариям, с 1820 года активно сотрудничал с французскими либералами ради избавления Модены от австрийской гегемонии. Герцог Франческо IV д’Эсте поначалу благосклонно относился к идеям Менотти, надеясь стать королём объединённой Италии. Вероятно, благодаря его протекции Менотти оставался на свободе, в то время как многие карбонарии были арестованы.
Однако во время восстания, поднятого Менотти в Модене 3 февраля 1831 года, отношение герцога к его деятельности резко переменилось. Возможно, он опасался потерять в результате революции свои привилегии, или же разуверился в идее объединения Италии. Так или иначе, находившийся в это время в Мантуе Франческо бросил войска на подавление восстания. Дом Менотти был окружён, многие из его сторонников убиты, а он сам был арестован. Бежавший из Модены герцог увез с собой Менотти. 
Вернувшийся в марте в Модену герцог д’Эсте приговорил лидеров заговорщиков к смертной казни, большинству из них казнь заменили длительными тюремными сроками, однако Франческо отказался пересмотреть приговор Менотти несмотря на многочисленные просьбы о смягчении наказания. 23 мая 1831 года Менотти был повешен в цитадели Модены.
После свой смерти Менотти стал идеализированным героем-мучеником, погибшим за объединённую Италию. В 1879 году ему был открыт памятник в Модене напротив бывшего герцогского дворца. Джузеппе Гарибальди назвал одного из своих сыновей именем Менотти.